# Drsek rhonský
Drsek rhonský (Zingel asper) je druh ryby z čeledi okounovití.

## Popis
Žije ve francouzských a švýcarských řekách, např. Durance, Doubs a Ardèche. Žije v podobném prostředí jako střevle potoční nebo jako sekavec Calderonův. Průměrně žije 1 rok. Jeho délka se pohybuje od 10 do 20 cm. Jeho plodnost je závislá na jeho velikosti.

## Potrava
Drsek rhonský se živí malými rybami, ale i hmyzem (dvoukřídlí, Baetidae a Hydropsychidae). Druh potravy závisí na sezóně. Dvoukřídlí hmyz požírá zejména během zimy. Loví za soumraku.